# Alobaldia tobae
Alobaldia tobae är en insektsart som beskrevs av Matsumura 1902. Alobaldia tobae ingår i släktet Alobaldia och familjen dvärgstritar. Inga underarter finns listade i Catalogue of Life.